# Drachenschlucht

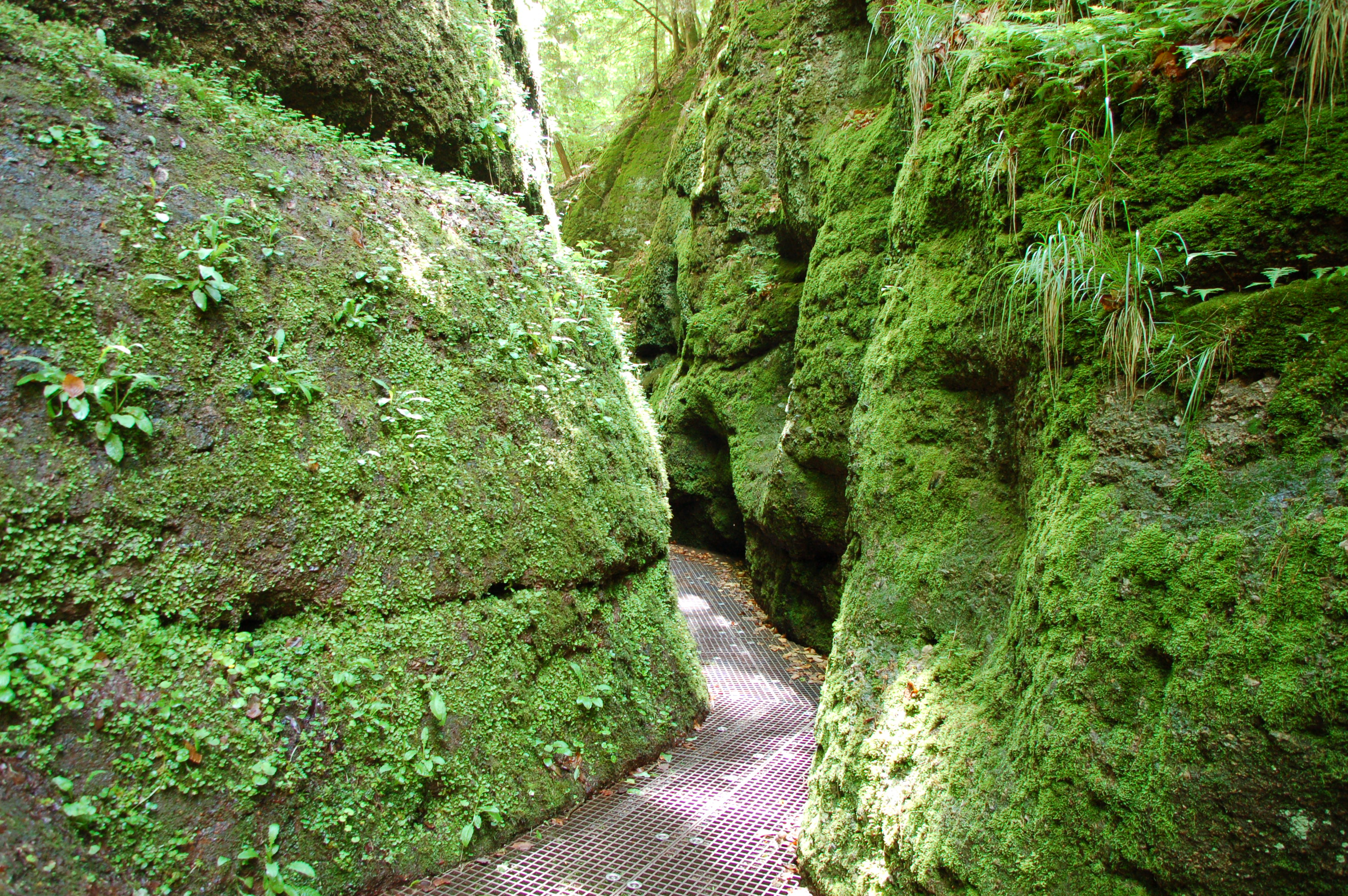
Drachenschlucht im NSG „Wälder mit Schluchten zwischen Wartburg und Hohe Sonne“

Die Drachenschlucht ist eine Klamm bei Eisenach im Thüringer Wald im Naturschutzgebiet „Wälder mit Schluchten zwischen Wartburg und Hohe Sonne“.

## Lage

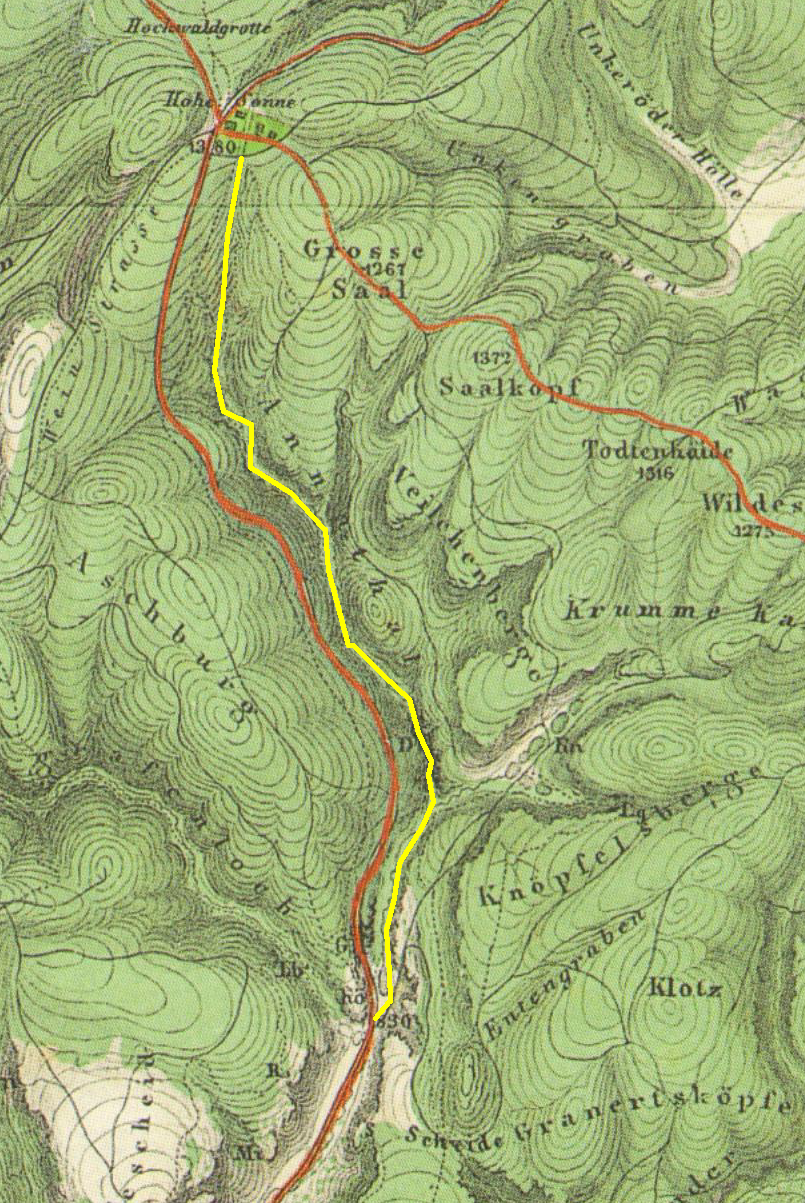
Übersichtsplan (Süden oben)

Die Schlucht befindet sich im Süden von Eisenach, zwischen dem südlichen Stadtrand (Hotel Sophienaue) und dem Forstort Hohe Sonne am Rennsteig. Dort befindet sich das Annatal, der südliche Abschluss des Marientales. Die Drachenschlucht bildet mit der östlich benachbarten Landgrafenschlucht und der aus dem Johannistal aufsteigenden Ludwigsklamm vielbesuchte Wanderziele, vor allem in den Sommermonaten. Der südliche Zugang befindet sich an der Hohen Sonne, der nördliche Zugang liegt an der Auffahrt zum Waldhaus Sängerwiese. Parallel zur Schlucht verläuft auf ganzer Strecke die B 19 von Eisenach in Richtung Gumpelstadt und Meiningen. An beiden Hauptzugängen bestehen Parkplätze für Wanderer. Aus Sicherheitsgründen wurden weitere Wege angelegt, um ein schnelles Verlassen der Schlucht bei Unwetter oder Unfällen zu ermöglichen.

## Beschreibung
Die etwa 3 Kilometer lange, an der engsten Stelle nur 68 Zentimeter breite Schlucht gliedert sich in die folgenden Abschnitte:
| Abschnitt | Bemerkung |
| --------- | --- |
| 0 m       | Parkplatz am Königstein, Auffahrt zum Waldhaus Sängerwiese – (261,3 m ü. NN) |
| 160 m     | Am Ochsenteich, geschnitztes Drachenportal und Informationstafeln |
| 720 m     | 10 m hohe Felswand mit Monogramm A für Annatal; Ausstieg über 1. Seitenschlucht (rechts) zum Knöpfelsbach und Waldhaus Sängerwiese; Schutzhütte am Beginn/Ende der nun folgenden Passage |
| 725 m     | 198 m lange Passage mit zahlreichen Engstellen, Strudelnischen, Erosionskesseln und Rieselwasserfällen                                                                                   |
| 1030 m    | Ausstieg über 2. Seitenschlucht (rechts) zum Töpfchensborn |
| 1720 m    | Ausstieg über 3. Seitenschlucht (rechts) in die Veilchenberge |
| 1915 m    | Kürzere Passage mit 2. Felsenge |
| 2475 m    | Kürzere Passage mit 3. Felsenge |
| 2790 m    | Marienbachquelle – (395 m ü. NN) |
| 3015 m    | Südlicher Einstieg über Treppenanlage an der Hohen Sonne – Informationstafeln (430 m ü. NN)                                                                                              |

## Geschichte

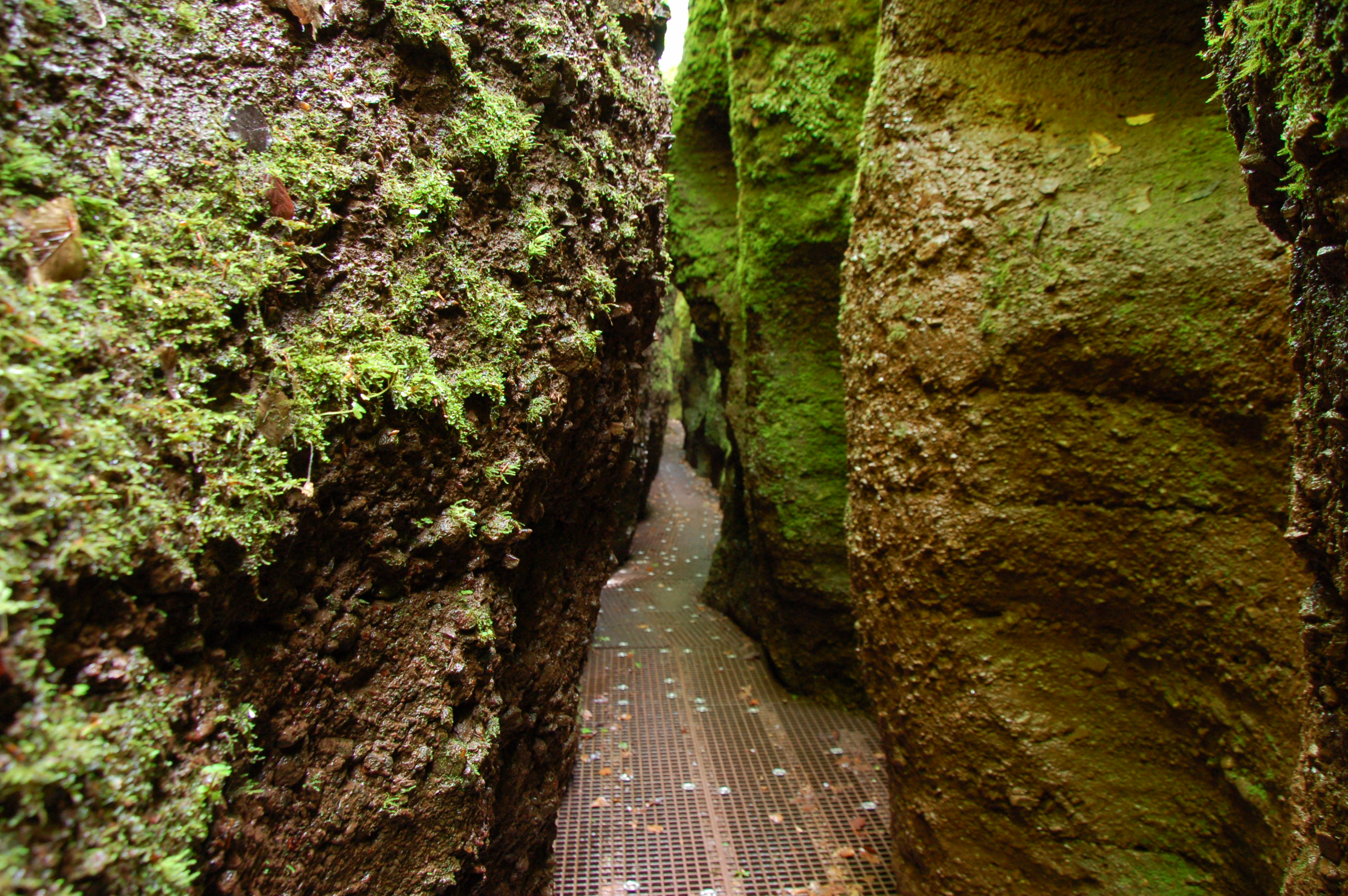
Engstelle in der Drachenschlucht

Das obere Mariental war im Mittelalter ein Refugium für Jäger, Köhler und Mineralsucher. Für den herzoglichen Hof war bereits im 18. Jahrhundert auf der südlich anschließenden Waldpartie zwischen Jagdschloss Hohe Sonne und Schloss Wilhelmsthal mit der Anlage von Spazierwegen und Jagdschneisen begonnen worden – hieran erinnern die Flurbezeichnungen Schwalbennest für einen Rastplatz, Hochwaldgrotte, Luisengrotte und Prinzessinnenstieg. Als man 1830 im Mariental, noch weit vor der Stadt gelegen, das erste Ausflugsrestaurant – die Phantasie – erbaute, wurde die Erschließung der Felsschluchten südlich der Stadt für Wanderer und Spaziergänger eingeleitet. Zugleich wurde die Nutzbarmachung und Erschließung der Forste durch Gottlob König, Carl Grebe und Herrmann Stoetzer angestrebt und hierfür Mittel zum Wald- und Wegebau bereitgestellt.

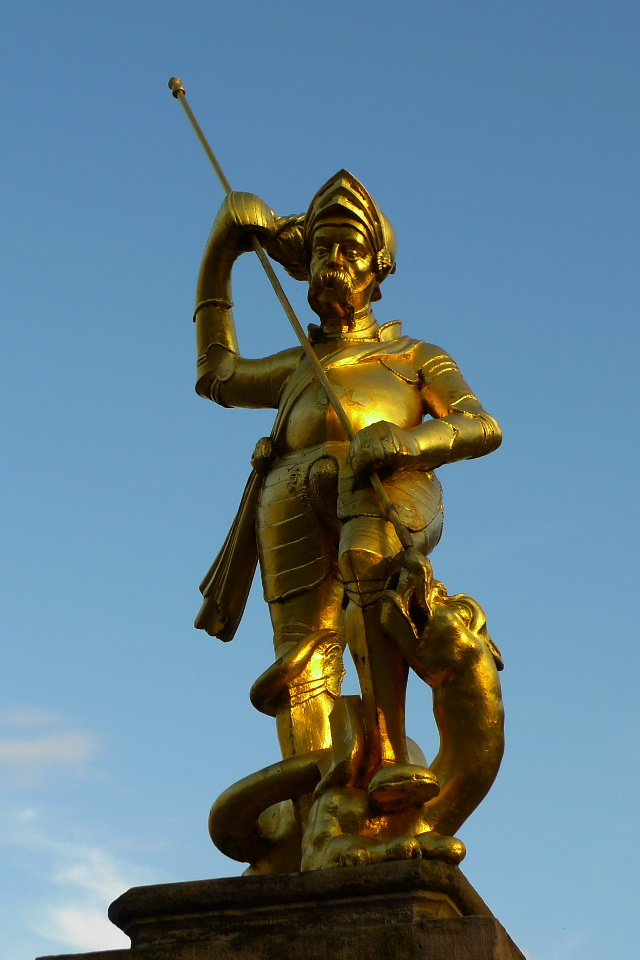
Stadtbaumeister Hans Leonhard: St. Georg, Sandstein, 1549 – Figur auf der Säule des Marktbrunnens in Eisenach

1832 wurde der damals Steingraben genannte Teil des Annathals für Spaziergänger passierbar gemacht und erhielt als neue Fremdenverkehrsattraktion den zugkräftigen Kunstnamen Drachenschlucht. Dieser Name stammt vom Eisenacher Stadtpatron, dem heiligen Georg dem Drachentöter. Die Georgenkirche wurde bereits 1196 urkundlich erwähnt, seit 1549 befindet sich ein Georgsbrunnen auf dem Eisenacher Markt. In der örtlichen Variation der Hagiographie kämpft der Hanjörg gegen einen Lindwurm, worauf sich auch das moderne Hanjörgfest bezieht. Dieser Lindwurm hätte in der engen und nassen Klamm der Drachenschlucht gehaust.
Bis 1850 gehörte das Gebiet der Herzoglichen Verwaltung, war Wildbann und Jagdgebiet. In der zweiten Hälfte des 19. Jahrhunderts entwickelte sich das Mariental zur Villenkolonie und zum Erholungsgebiet der Eisenacher. 1879 entstand das Hotel Sophienaue, und 1897 wurde die Straßenbahnlinie bis zum Eingang der Drachenschlucht angelegt.
Um die Schlucht sicher und begehbar zu machen, mussten Wege und Stufen in den Fels gehauen werden, über viele Meter wurde der Weg mit Holzbohlen und Stegen über den Quellbach fortgeführt. Allerdings zerstören die Naturgewalten – in der Schlucht entstehende Eismassen im Winter und die bei Unwettern auftretenden Fluten – diese Wegpartien, so dass immer neue Ersatzbauten nötig sind. In der Saison 2009 wurden Gitterroste aus robustem Kunststoff eingebaut und erprobt.

## Naturschutz

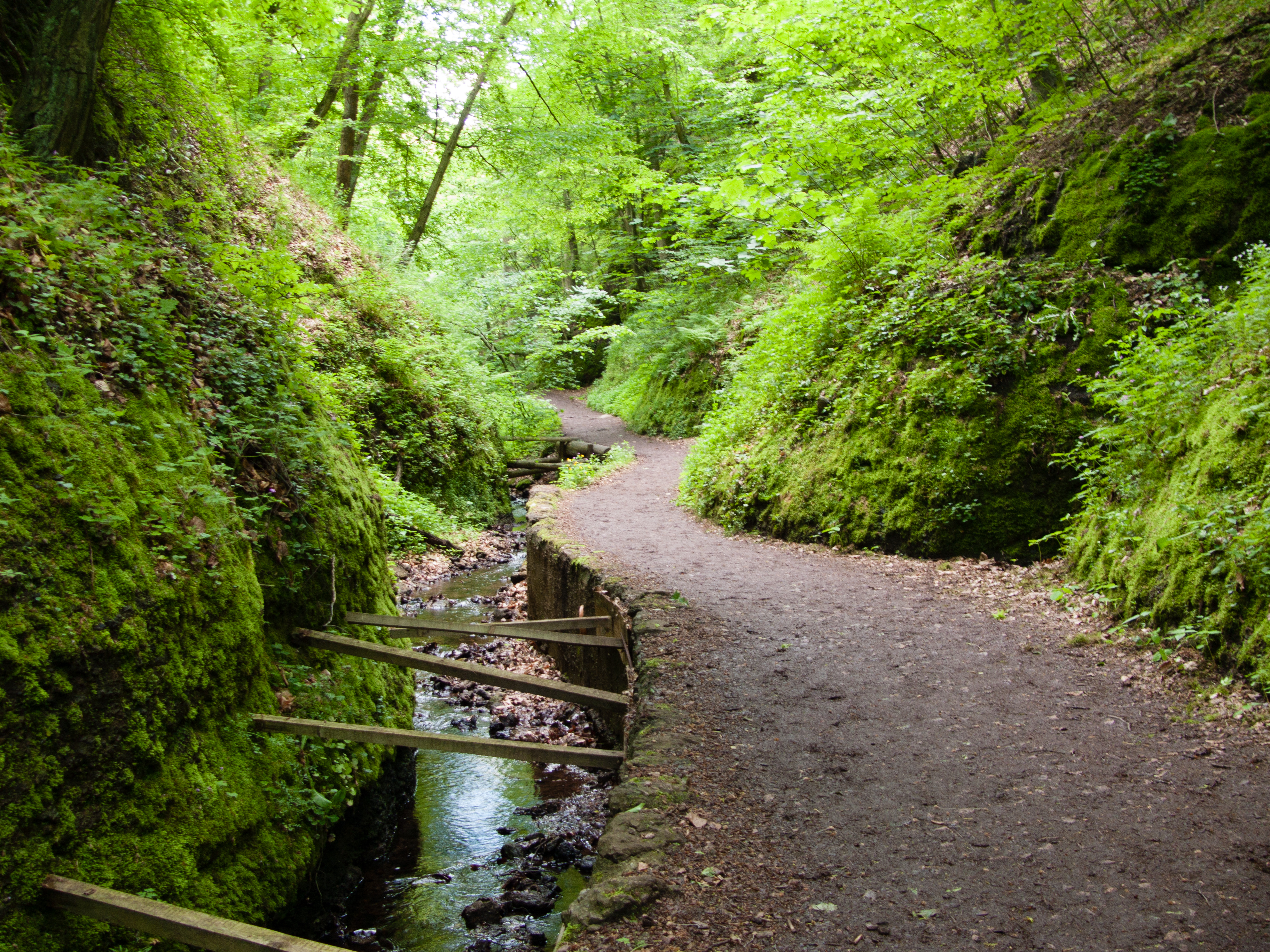
Wanderweg zur Drachenschlucht im NSG

1961 wurde das Waldgebiet zwischen Hohe Sonne und Wartburg als Naturschutzgebiet „Wartburg - Hohe Sonne“ ausgewiesen, 1977 wurden die Drachenschlucht, Landgrafenschlucht und einige Grotten in der Nähe zusätzlich als geologische Naturdenkmale unter Schutz gestellt. Die Erosionsformen gelten als eine der größten geologischen und morphologischen Sehenswürdigkeiten der Region. Vor diesem Hintergrund wurde das Naturschutzgebiet auf 788 Hektar erweitert und im Jahr 2015 unter dem Namen „Wälder mit Schluchten zwischen Wartburg und Hohe Sonne“ neu ausgewiesen. Einige der Flächen sind Totalreservate. Der BUND, Kreisverband Wartburgkreis (mit Stadt Eisenach), wies die Drachenschlucht als Biotop  des Monats Januar 2001 aus.

## Flora und Fauna der Drachenschlucht

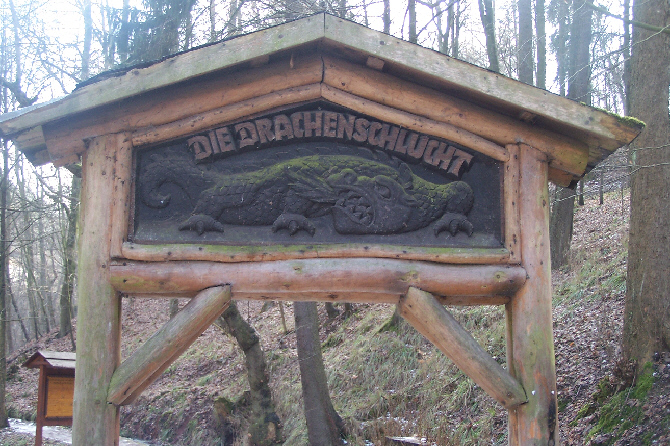
Am nördlichen (unteren) Zugang der Drachenschlucht

Leitgesellschaft im Eisenacher Rotliegenden ist der bodensaure Eichen-Buchen-Wald. Die Drachenschlucht bildet hierbei eine Sonderform – den Schluchtwald. In der Tiefe der feuchtkühlen Schlucht findet man besonders Moose, Kleinfarne, Felsenschnecken und Ruderfußkrebse. Laubmoose und Lebermoose wie das Beckenmoos und das Kegelkopfmoos lassen sich auf den Felsen und Sandbänken finden, verschiedene Tüpfelfarne, wie Wurmfarn, Dorniger Schildfarn und Zerbrechlicher Blasenfarn, bilden abgesonderte Bestände. Weiterhin lassen sich das Etagenmoos, Widertonmoos, Muschelmoos, gewelltes Sternmoos,  Birnmoose und weitere Moosarten finden. In den Moospolstern finden sich seltene und hoch spezialisierte Arten von Krebstierchen und Schnecken. Das Gebiet ist zudem Lebensraum der Feuersalamander, Unken und Kleinsäuger wie beispielsweise der Großen Wasserspitzmaus.